# Пирс, Джулиан
Джулиан Брайан Пирс (англ. Julian Brian Pearce, 15 апреля 1937, Джабалпур, Британская Индия) — австралийский хоккеист (хоккей на траве), защитник. Серебряный призёр летних Олимпийских игр 1968 года, бронзовый призёр летних Олимпийских игр 1964 года.

## Биография
Джулиан Пирс родился 15 апреля 1937 года в индийском городе Джабалпур.
Провёл детство в Британской Индии, где научился играть в хоккей на траве. В 1947 году после получения ею независимости и разделения государства его отец Сек вместе с братьями Секом и Мелом перебрались в Австралию и поселились в Перте. В 1948 году вслед за ними переехала мать Глэдис, Джулиан и ещё два его брата Эрик и Гордон.
Играл в хоккей на траве за Западную Австралию. 
В 1960 году вошёл в состав сборной Австралии по хоккею на траве на Олимпийских играх в Риме, занявшей 6-е место. Играл на позиции защитника, провёл 9 матчей, мячей не забивал.
В 1964 году вошёл в состав сборной Австралии по хоккею на траве на Олимпийских играх в Токио и завоевал бронзовую медаль. Играл на позиции защитника, провёл 8 матчей, мячей не забивал.
В 1968 году вошёл в состав сборной Австралии по хоккею на траве на Олимпийских играх в Мехико и завоевал серебряную медаль. Играл на позиции защитника, провёл 10 матчей, мячей не забивал.
В 1970 году завершил международную карьеру, но до середины 80-х годов продолжал играть в соревнованиях на уровне штата, будучи играющим тренером «Тринити».

## Семья
Все братья Джулиана Пирса — Эрик, Гордон, Мел и Сек — также играли за сборную Австралии по хоккею на траве. Все, в отличие от него, были нападающими. Мел Пирс (1928—2011) выступал на летних Олимпийских играх 1956 года. Эрик Пирс (род. 1931) — на летних Олимпийских играх 1956, 1960, 1964 и 1968 годов. Гордон Пирс (род. 1934) — на летних Олимпийских играх 1956, 1960 и 1968 годов. 
Дочь Мела Пирса Колин Пирс (род. 1961) играла за женскую сборную Австралии по хоккею на траве. В 1983 году выиграла бронзовую медаль чемпионата мира, участвовала в летних Олимпийских играх 1984 года.

## Увековечение
В 1987 году введён в Зал чемпионов Западной Австралии по хоккею на траве.
В 1999 году введён в Зал славы спорта Австралии в Мельбурне.